# Magnolia portoricensis
Espèce
Statut de conservation UICN

 EN B1ab(iii,v) : En danger
Magnolia portoricensis est une espèce de plantes à fleurs de la famille des Magnoliacées. C'est un arbre endémique de Porto Rico.

## Description
C'est un arbre.

## Répartition et habitat
Cette espèce est endémique de Porto Rico. Elle vit dans la forêt tropicale humide. Elle pousse sur un sol argileux et très acide.